# Großer Beginenhof Mecheln

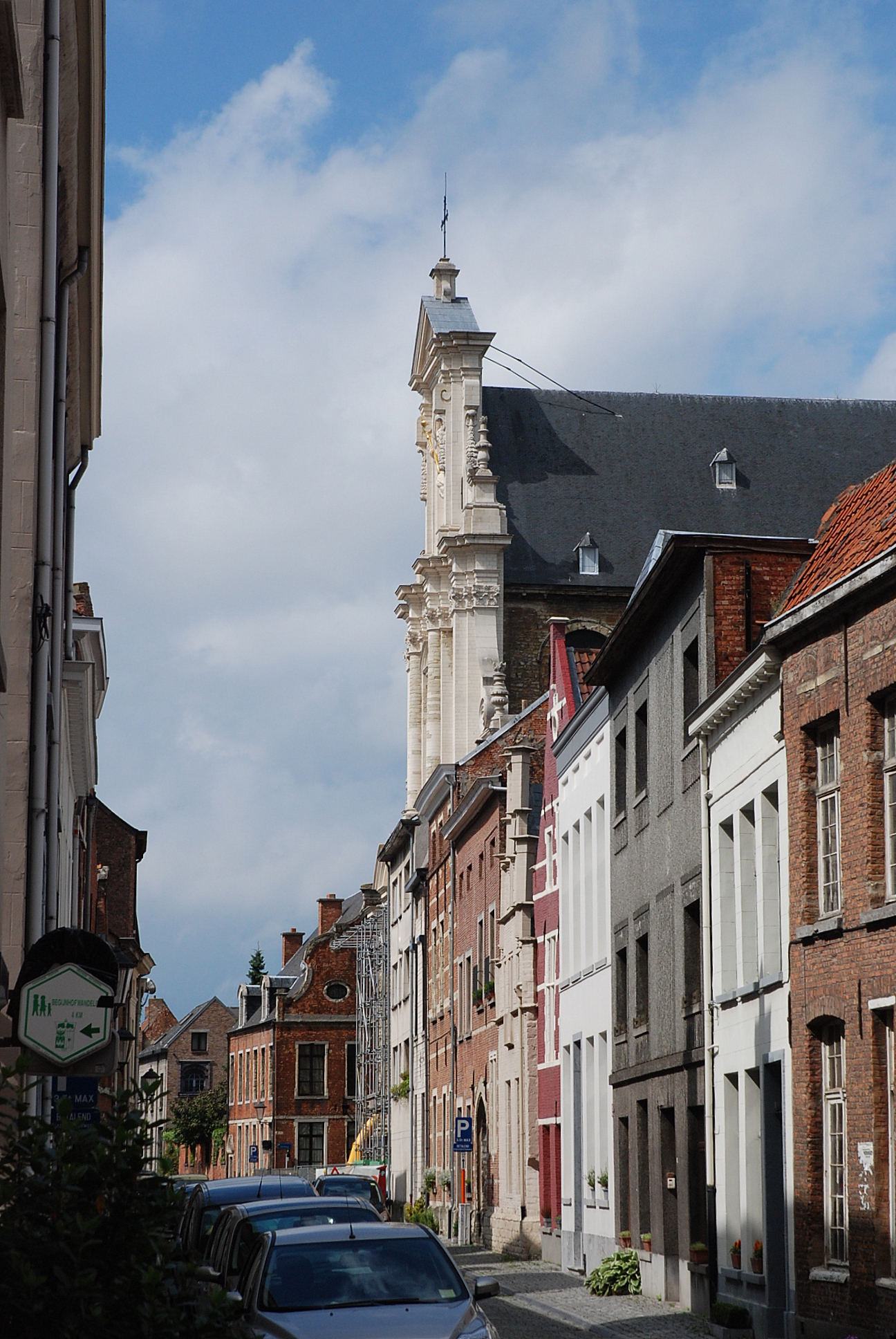
Straßenansicht mit der Beginenhofkirche Mecheln

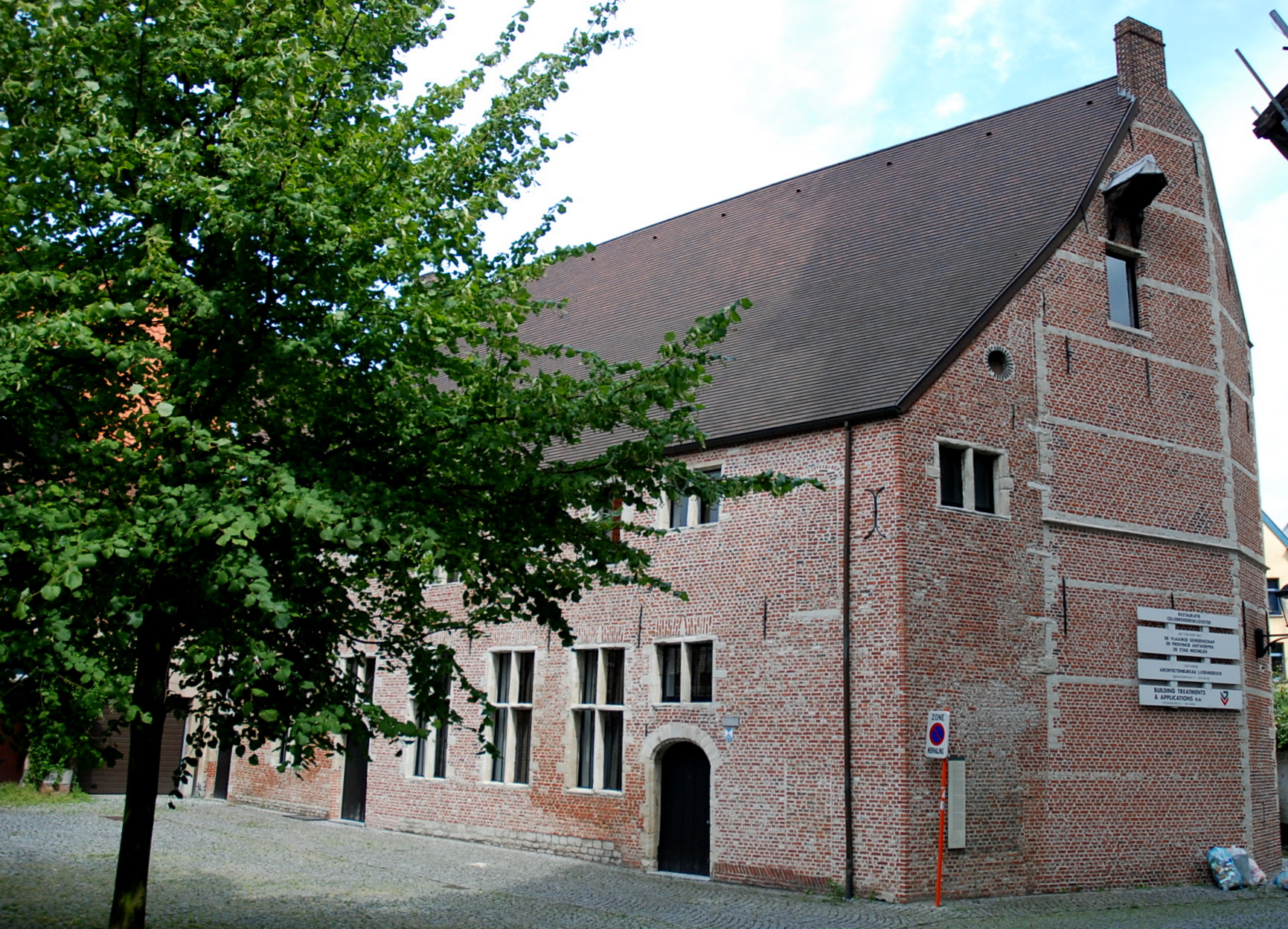
Brüderkonvent (Cellebroedersklooster)

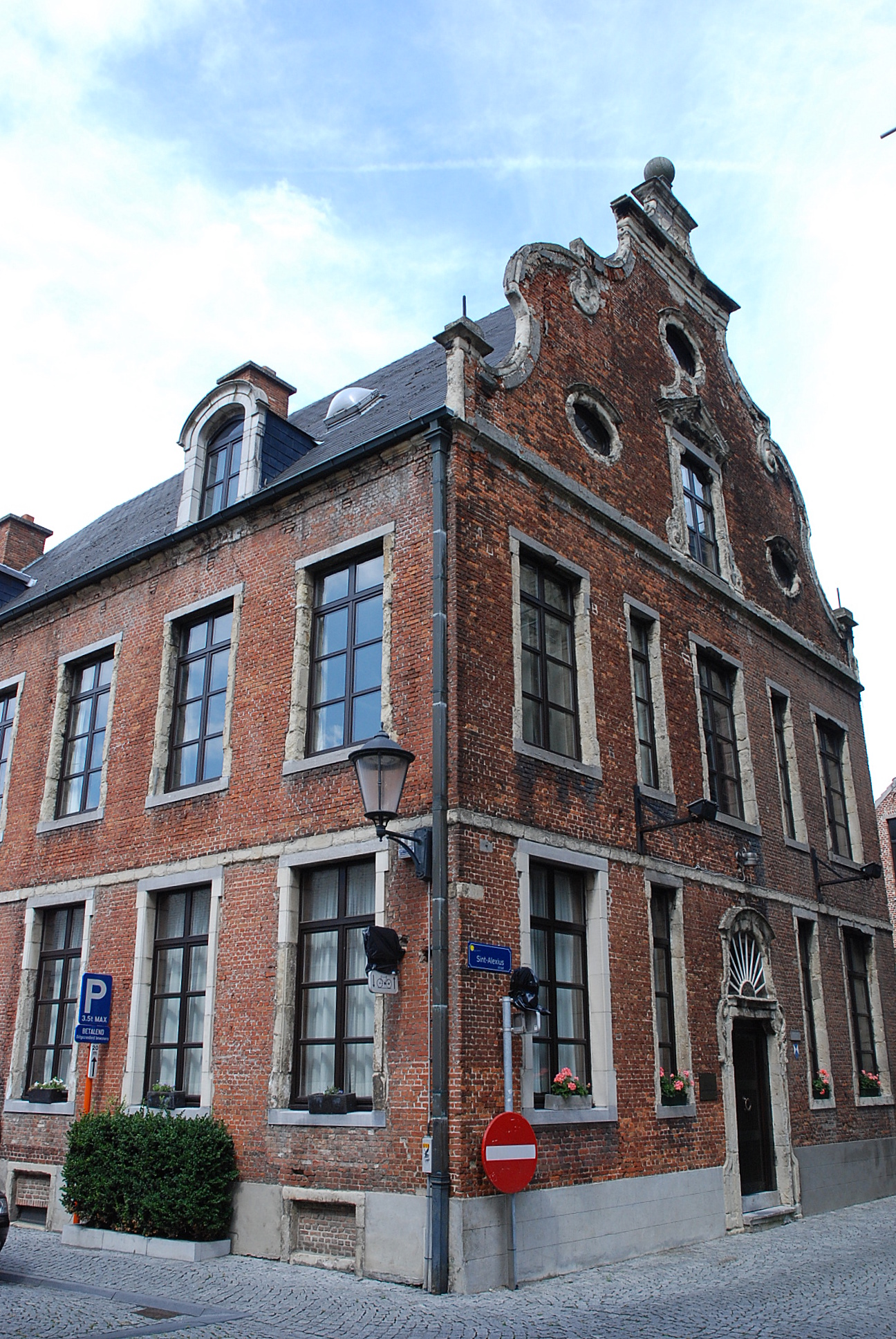
Haus der Großmeisterin

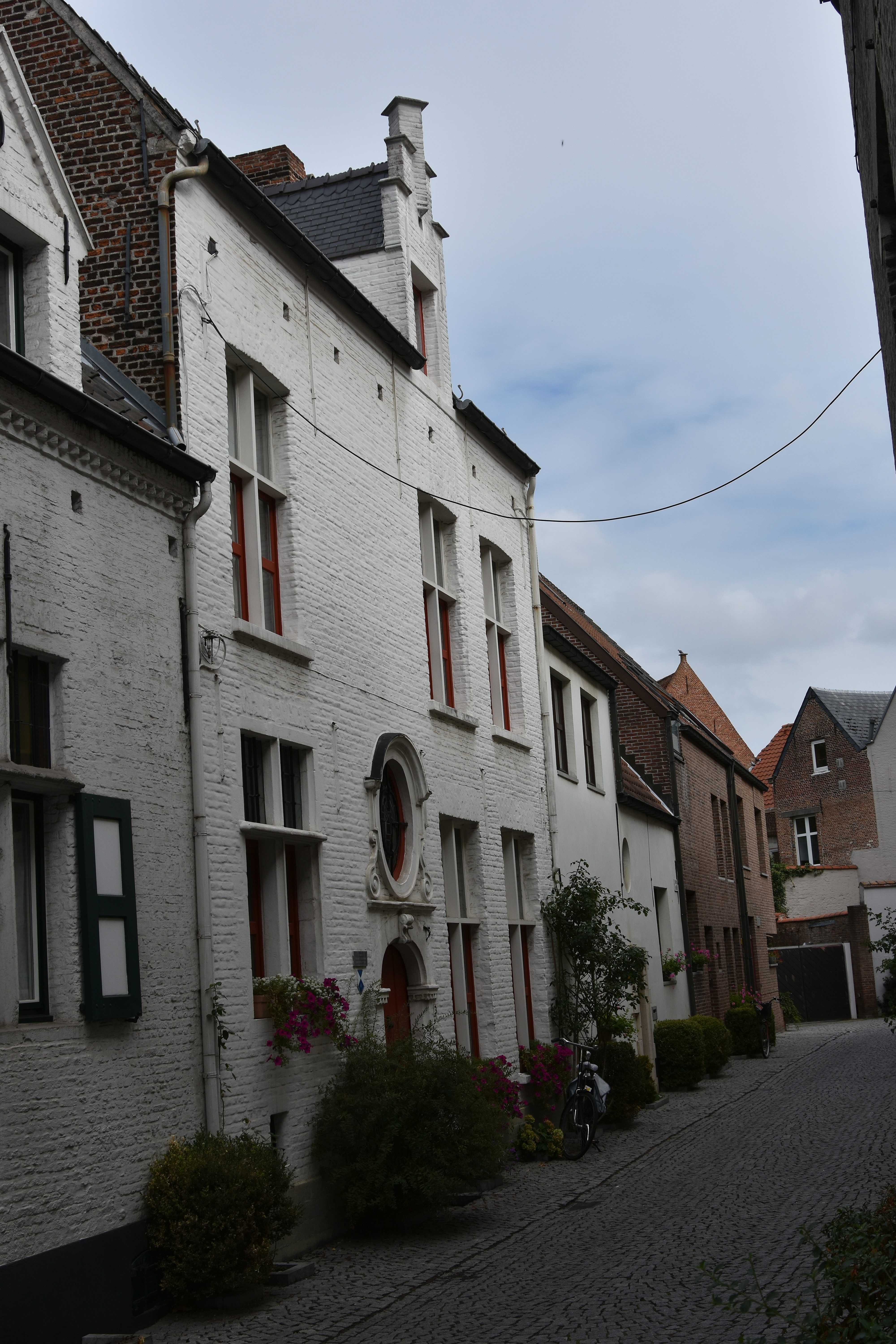
Sint-Donatus (traditionelle Beginenwohnung des 17. Jahrhunderts)

Der Große Beginenhof von Mecheln (niederländisch Groot Begijnhof Mechelen) wurde im 13. Jahrhundert gegründet und befindet sich seit Ende des 16. Jahrhunderts innerhalb der Stadtmauern.
Der Beginenhof besteht aus kleinen Höfen, Gängen und malerischen Ansichten hinter kleinen Toren. Der Beginenhof wurde von der UNESCO zum Weltkulturerbe erklärt.

## Geschichte der Gründung
Infolge der von Papst Gregor VII. (1073–1085) initiierten Reformen in der römisch-katholischen Kirche entstand auch in Mechelen eine spontane Bewegung, die eine Rückkehr zum Ursprung der Kirche nach der Apostelgeschichte anstrebte. Bei diesen so genannten Apostolikerinnen handelte es sich hauptsächlich um Frauen, die ursprünglich „fromme Frauen“ oder „heilige Frauen“ genannt wurden. Gegen Ende des 12. Jahrhunderts lebten diese Frauen unorganisiert mit ihren Eltern zusammen in getrennten Häusern oder in Gruppen in der Stadt. Später wurden sie Beginen genannt.
Das erste Mal wurden diese Frauen im Zusammenhang mit Mechelen in der Chronyke van Mechelen 355 – 1680 (Remmerus Valerius, Mechelen ohne Datum) erwähnt. Er weist darauf hin, dass zu Beginn des 13. Jahrhunderts einige Beginen in der heutigen Begijnenstraat unweit des Hauses der ruhenden Priester zusammenlebten. Remmerus gibt 1207 als Datum an, aber es gibt keine historischen Quellen, die dies bestätigen.

## Ursprung des Kleinen Beginenhofs
Die Jahreszahl 1207 ist indirekt dadurch gerechtfertigt, dass es 1245 eine Gemeinschaft von Frauen gab, die so zahlreich war, dass ein Priester, Hendrik Surs, mit ihrer geistlichen Leitung betraut wurde. Aufgrund ihrer wachsenden Zahl hatten sie in der Zwischenzeit vom Dekan ein Grundstück gekauft (den heutigen Kleinen Beginenhof hinter der Katharinenkirche) und darauf eine der heiligen Katharina geweihte Kapelle errichtet, mit den Häusern, in deren Nähe sie wohnten. Sie kümmerten sich auch um ältere oder kranke Priester und ihre eigenen kranken oder schwachen Beginen.
In einer Urkunde von 1254 wird Hendrik Surs als Kurator des Beginenhofs erwähnt. Wie an vielen Orten in Flandern wuchs die Gruppe der Beginen schnell an, so dass sie 1259 den Bischof von Cambrai um die Erlaubnis baten, sich außerhalb der Stadtmauern an einem geschlossenen Ort unter Aufsicht ihres Kaplans niederzulassen. Diesem Antrag wurde am 23. Juli 1259 stattgegeben.

## Gründung und Geschichte des Großen Beginenhofs vor den Toren der Stadt
Zusammenfassend lässt sich sagen, dass in Mechelen-Nord auf den fast 20 Hektar Land zwischen dem Antwerpener Tor und der Dijle in kurzer Zeit Häuser und eine Kirche errichtet wurden. Im Jahr 1276 wurde die von der Frau des Herrn von Mechelen, Walter Berthout VI., und seiner Tochter gestiftete Kirche fertiggestellt. Im Jahr 1286 wurde der Beginenhof als eigene Pfarrei anerkannt.
Auf Betreiben von Sophie Berthout, die dem Beginenhof 1295 die ersten Statuten gab, entwickelte sich die Stadt zu einem Zentrum der Beginen. In einer Urkunde aus dem Jahr 1370 werden die Namen von mehr als hundert Häusern und Konvente genannt.
Laut dem Chronisten Azevedo empfingen nicht weniger als 900 Beginen Karl den Kühnen bei seinem Besuch in Mechelen im Jahr 1467.
Der Beginenhof erreichte seinen Höhepunkt um 1550, als es 1.500 Beginen und etwa hundert Konvente gab.
Der Bildersturm von 1566 verwüstete zunächst den Beginenhof. Im Jahr 1572 plünderten Soldaten und Söldner des Herzogs Alva die Stadt und den Beginenhof. Schließlich wurde 1578 auf Befehl des damaligen Verwalters Pontus de Noyelles der gesamte Beginenhof in Brand gesteckt, um zu verhindern, dass Angreifer die Häuser als Schutz bei ihrem Angriff auf die Stadt nutzten.

## Die Gründung des heutigen Beginenhofs in der Stadt
Aufgrund der Zerstörung flohen die anwesenden Beginen vor allem nach Löwen, Brüssel und Antwerpen.
Eine erste Umgruppierung fand 1580 im ehemaligen Keizershof an der Keizerstraat statt. Trotz der Besetzung der umliegenden Häuser war nicht genug Platz vorhanden.
Die Beschlüsse der kirchlichen Behörden auf dem Konzil von Trient (1545 – 1565) verpflichteten die Mönche und Nonnen, sich innerhalb der Stadtmauern niederzulassen. Obwohl die Beginen streng genommen keine Mönche, sondern Laien waren, folgten sie dieser Verpflichtung und konnten mit Unterstützung von König Philipp II. im Jahr 1595 das Gelände der Abtei Baudeloo erwerben.
Zwischen 1595 und 1614 erwarben die Beginen alle Ländereien zwischen dem Antwerpener Tor und der Winket-Brücke entlang der Stadtmauern und hinter der Häuserreihe der St. Katharinenstraße. Das Gelände war von einer Mauer mit zwei Eingangstoren umgeben.
Im Jahr 1629 wurde die zuvor errichtete kleine Kapelle durch eine Kirche ersetzt, die Beginenhofkirche, die 1637 provisorisch mit einem Holzdach versehen und 1647 endgültig eingeweiht wurde. Die von den Jesuitenarchitekten Pieter Huyssens und Jacob Franquart im Barockstil entworfene Kirche hat in diesem triumphalen architektonischen Stil, der für die Gegenreformation kennzeichnend ist, eine großartige Wirkung.
Der Innenausbau wurde ebenfalls von Lucas Faydherbe, einem Mechelner Bildhauer und Rubens-Schüler, ausgeführt, der zusammen mit Jan Van Der Steen und Boeckstuyns die Bildhauerarbeiten realisierte. Die mehr als 80 Gemälde, von denen heute noch über 50 erhalten sind, stammen von den Malern Cossiers, Verhoeven, Boeyermans und van Loon, um nur einige zu nennen.
Durch das zunehmende Interesse an den Beginenhöfen im 17. Jahrhundert ging der Ausbau der umliegenden Häuser weiter.
Im 18. Jahrhundert ging die Zahl der Beginen auf 700 im Jahr 1720, 480 im Jahr 1750, 300 im Jahr 1790 und 265 im Jahr 1800 zurück. (laut Volkszählungen)
Während der Französischen Revolution wurden die Besitztümer des Beginenhofs der Kommission für Zivilspitäler und Armenhäuser übertragen, obwohl der Beginenhof nicht der Kirche gehörte. Im Jahr 1798 wurden die Tore abgerissen und die Kirche wurde öffentlich verkauft, aber von frommen Leuten gekauft, um sie später den Beginen zurückzugeben. Im Jahr 1804 durfte der Priester wieder die Messe lesen und 1814 durften die Beginen wieder ihre typische Kleidung tragen.
Die letzten beiden Beginen in Mechelen starben Ende des 20. Jahrhunderts an Altersschwäche.

## Der Beginenhof im 21. Jahrhundert
Seit 1998 gehören die flämischen Beginenhöfe zum Weltkulturerbe, darunter der Große Beginenhof von Mechelen. In den letzten 40 Jahren sind immer mehr Häuser in Privatbesitz übergegangen, was zur Restaurierung vieler Gebäude und einer allgemeinen Aufwertung des gesamten Beginenhofs geführt hat. Der obere Teil der Fassade der Kirche wurde 2005 restauriert, und die Arbeiten werden fortgesetzt, sobald die erforderlichen Mittel zur Verfügung stehen. Kunstausstellungen, Flohmärkte und ein aktiver Verein der Freunde des Beginenhofs haben den Beginenhof zu einem angenehmen Viertel gemacht.

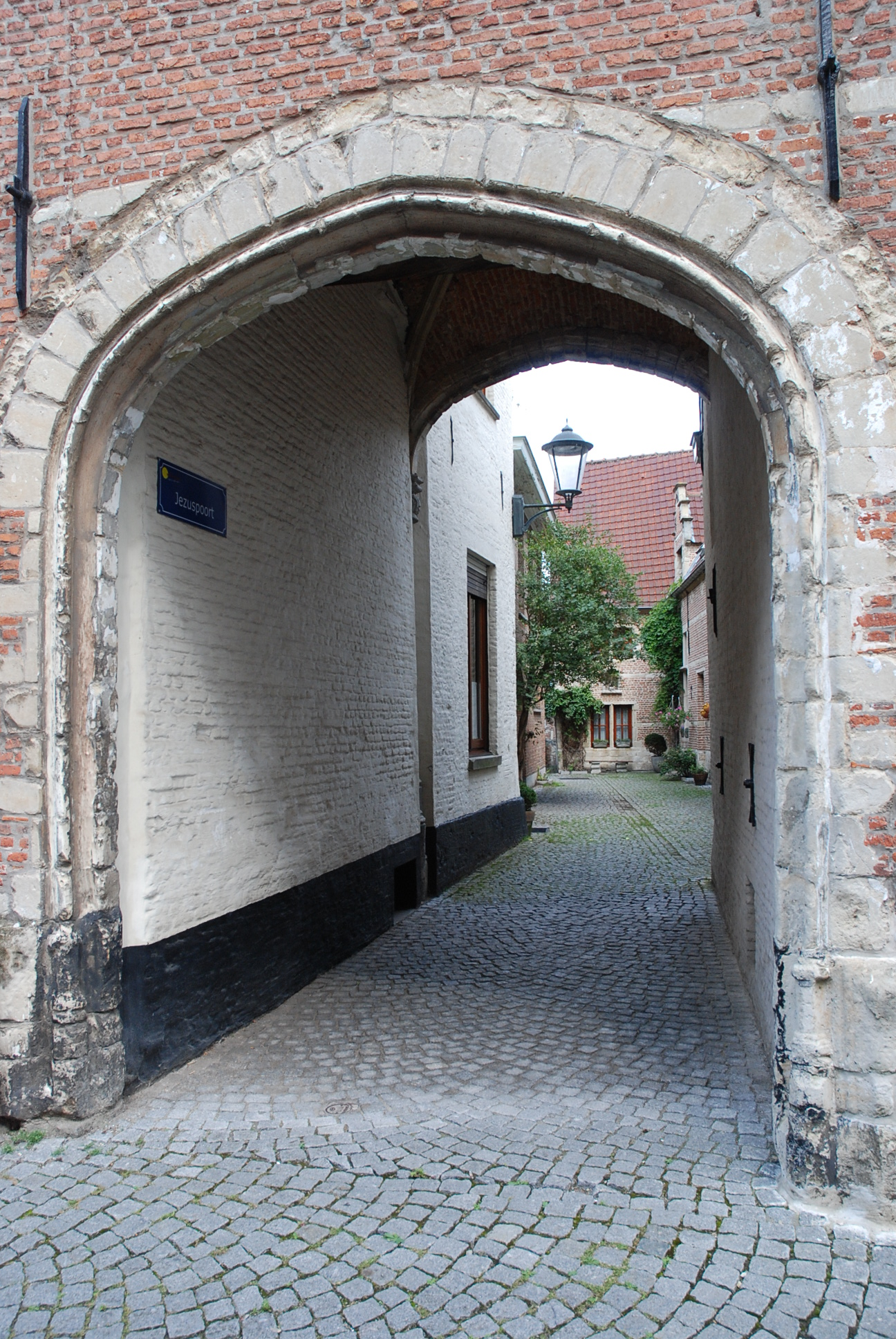
Jesusportal

## Rundgang durch den Beginenhof
Es ist möglich, über das Tourismusbüro Mechelen einen geführten Rundgang durch den Beginenhof zu buchen. Mit einem Stadtplan in der Hand kann man am Grote Markt beginnen und über die Sint-Katelijnestraat und die Kanunnik de Deckerstraat den Bogaard und den Klein Begijnhof erreichen. Typisch sind das erhaltene Tor, die Höfe vor den Häusern und die Reste einer Wasserpumpe. Die Kapelle Sint Magdalena befindet sich direkt gegenüber dem Tor.
Die Beginenhofkirche und der Große Beginenhof sind über die St. Katharinenkirche und die Moreelstraat zu erreichen. Die Kirche ist jeden Tag am Nachmittag geöffnet. Den Rest des Großen Beginenhofs kann man besichtigen, indem man die Kirche in der Krankestraat durchquert. Auf der rechten Seite befindet sich heute eine Brauerei, aber früher war es das Krankenhaus des Beginenhofs. Am Ende biegt man links in die Hoviusstraat ein. An der Ecke befindet sich der schöne Konvent der Zehn Gebote, der 1620 von Erzbischof Mathias Hovius gegründet wurde. Die typische Beginenhof-Atmosphäre findet man in der Hoviusstraat mit ihren schönen Türrahmen, den runden Fenstern über der Tür und hier und da einer Heiligenstatue und dem Namen des ehemaligen Beginenhofbewohners. Über die Fonteinstraatje und (links) die Conventstraat gelangt man zur Nonnenstraat. Bei Nummer 4 kann man durch ein kleines Tor einen Teil des Innenhofs bewundern. Am Jesusportal ist unter dem Tor eine gotische Säule zu sehen, die von den Überresten des Hofes van Fontes zeugt, der sich bis zur heutigen Kirche erstreckte, als er 1595 erworben wurde. Dieses Tor gehört zu den am meisten gemalten und fotografierten Gebäuden in Mechelen.
Hinter der Kirche kann man links in die Krommestraat in die Straße der Zwölf Apostel einbiegen; die Skulptur über dem Haus Nummer 13 mit dem letzten Abendmahl und den zwölf Aposteln weist darauf hin, dass hier früher zwölf arme Beginen in einem Konvent lebten. Man biegt rechts in die Acht Zalighedenstraat ab, wo sich früher der Konvent Achtzaligheden mit acht Beginen befand und wo der Maler Albert Geudens (1869–1949) viele Jahre lang lebte.
Über die Cellebroederstraat (links), die Twaalf Apostelstraat, die Sint Beggastraat und den Begijnenkerkhof gelangt man zum kürzlich restaurierten Cellebroedersklooster und beendet damit den Rundgang über die Moreelstraat in der Sint-Katelijnestraat.